# Базар
База́р (от перс. بازار‎ — bâzâr ← пехл. wāzār ← др.-перс. vāčar ← протоиндоиран. *wahā-čarana, что приблизительно означает «рынок») — общеупотребительное название торгового центра, нередко с минимально оборудованными или необорудованными торговыми рядами или даже под открытым небом, где присутствует множество продавцов и покупателей и происходит розничная торговля продуктами питания и другими товарами.
Торгуют главным образом сами производители товара (раньше крестьяне, ремесленники, в настоящее время фермеры, представители фабрик и прочие). Также может употребляться для обозначения торговли определёнными товарами, к примеру «книжный базар», «рыбный базар». В России от рынка может отличаться стихийностью, низким уровнем организации и санитарной обстановки, отсутствием легальной администрации и легальных контролирующих служб.
Обычно базар работает по определённым дням недели, в связи с чем существует термин «базарный день». «Базарный день» обычно суббота-воскресенье, когда идёт пик торговли, но базары часто работают и в прочие дни, включая понедельник. Также, в отличие от ярмарки, базар работает регулярно. В различных краях (странах) Руси (России) также имел названия рынок, то́ржище, торг, торжо́к, торго́вище, привоз,, юж. баву́н, майдан, буя́н, буйда́н тул., толчок и так далее.

## История
Некоторые историки утверждают, что рынки стали появляться, когда люди впервые начали заниматься торговлей. 
Рынки под открытым небом были известны в древней Вавилонии, Ассирии, Греции, Египте и на Аравийском полуострове. Рынки существовали на разных континентах, но не у всех народов; так, греческий историк Геродот отметил, что рынки развивались в древней Персии.
Рыночная сеть, которая основывалась на торговле товарами, привезенными на судах через Средиземное и Эгейское моря, известна с бронзового века. Благодаря её существованию было продано огромное количество товаров, в том числе: соль, лазурит, красители, ткань, металлы, горшки, керамика, статуи, копья и другие инструменты. Археологические данные свидетельствуют о том, что торговцы бронзового века сегментировали торговые маршруты в соответствии с географическими контурами.
На Ближнем Востоке документальные источники предполагают, что первая форма рынка возникла около 3000 года до н. э..
Ранние рынки занимали несколько улиц по всей длине города, которые обычно простирались от одних городских ворот до других ворот на другой стороне города (например, рынок в Тебризе длиной в 1,5 километра был самым длинным сводчатым рынком в мире).
Историки утверждают, что ближневосточный базар развивался по линейной схеме, в то время как рынки Запада были более централизованы. Греческий историк Геродот отмечал, что в Египте гендерные роли торговцев и покупателей на рынках поменялись местами по сравнению с другими культурами, так как египетские женщины часто сами посещали рынок и даже занимались торговлей, в то время как мужчины оставались дома и занимались ткачеством.
Базары были распространены в южных областях Российской империи, Советского Союза, а затем постсоветского пространства, причём в некоторых городах существовали одновременно и базары, и рынки, и ярмарки (к примеру, Еврейский базар, Контрактовая ярмарка, Житний и Бессарабский рынки в Киеве). 

В современной России более распространённым является слово «рынок», на Юге России также — майдан.

## Известные базары
- Египет: Хан эль-Халили в Каире
- Иран: Тегеранский базар
- Казахстан: Зелёный базар в Алма-Ате
- Кыргызстан: Ошские базары в Бишкеке и Оше, Тураталы-базары в Кара-Суу
- Россия: Аяла базар в Дагестане, Юнона в Санкт-Петербурге
- Таджикистан: Панджшанбе базар в Худжанде, Корвон и Мехргон в Душанбе
- Туркменистан: Восточный базар «Алтын асыр» в Ашхабаде
- Турция: Египетский базар и Гранд-базар в Стамбуле
- Узбекистан: Сиабский базар в Самарканде, Алайский базар и Чорсу в Ташкенте
- Украина: Благовещенский базар в Харькове, Привоз в Одессе

## Галерея
- Избранные картины и акварели с базарными сценами
- Базар в Самарканде, иллюстрация Леона Бенета к роману Жюля Верна, 1893 г.
- Базар, масляная живопись, Велком
- Базар, автор Александр Дефо, 1856 г.
- Шёлковый базар Амедео Прециози, конец XIX века
- Сук тканей, Тунис, Антон Роберт Лейнвебер, до 1921 г.
- Торговец коврами в Хан-эль-Халиле, 1878 г.
- Кашмирские путешественники на улице Дели, Эдвин Лорд Уикс, 1880 г.
- Внутри базара в Каире, Чарльз Вильда, 1892 г.
- Базар медников Дэвида Робертса, 1838 г.
- Базар Эль Му Ристан, Дэвид Робертс, 1838 г.

- Фотографии
- Хлебные ряды на базаре в Оше, Кыргызстан
- Продукты на городском рынке в Сан-Паулу, Бразилия
- Продуктовый базар в Банфоре, Буркина-Фасо
- Уличный базар в Шахрисабзе, Узбекистан
- Гранд-базар, Стамбул, Турция
- Сук в Аммане
- Старый базар Приштины
- Сук в Дубае, рынок Дейра
- Кайенский перец на рынке в Йемене, Сук аль-Милх
- Мул перемещает товары в квартале Медина, где запрещено автомобильное движение, Фес

- Базар в Сенендедже, Иран
- Вход в сук в Иерусалиме
- Рынок специй, Марракеш
- Сук Варзазата
- Крытые базары в Бур Дубай
- Сук в Триполи
- Магазин кожгалантереи на рынке в Марракеше
- На рынке Аль-Хамидия, Дамаск
- Сук Вагиф в Дохе, Катар
- Сук в Марракеше
- Сук в Каире
- Сук в Матре